# Rotmond
Rotmond ou Rotmundus  - Romundus, est un religieux, évêque d'Autun au Xe siècle, décédé à Autun en 968.

## Biographie
Il semble qu'il fut d'abord marié et eut plusieurs enfants. C'est une fois veuf qu'il entra dans les ordres et obtint l'évêché d'Autun en même temps qu'il devint comme son prédécesseur abbé de l'abbaye Saint-Pierre de Flavigny-sur-Ozerain et ne manqua pas de s'en approprier les revenus, alors que ceux-ci étaient destinés pour la nourriture des chanoines de la cathédrale Saint-Nazaire d'Autun. Il fut consacré en 935.
La même année, à la prière du comte Giflebert et de Gilbolde son élève, qu'il eut la satisfaction de voir sur le siège d'Orléans, il ratifia l'abandon qui avait été fait à Ingeramme et à sa femme d'une portion des biens situés à Bouilland au comté de Beaune, pendant leur vie seulement, à la charge de rendre chaque année 2 sols de deniers pour servir à la nourriture des chanoines.
Rotmond, donna à l'Abbaye de Cluny, Bernard étant doyen de l'église, la terre de Blanzy, en 938. 
En 944, il ordonna Aimard, abbé de l'abbaye de Blanzy en 944. Il participa au Concile de Tournus en 948 tenu en faveur de cette abbaye par l'archevêque de Lyon, Besançon et les évêques d'Autun, Châlons, Lausanne, Mâcon, Grenoble et grand nombre d'abbés, clercs et moines.
Il ne géra pas cet ensemble ecclésiastique en bon père de famille car il détruisit la petite Abbaye de Couches qui était dans la dépendance de celle de Flavigny et finira par devenir un prieuré.
Il distribua à ses enfants les châteaux qu'il avait fait bâtir. Isoard avait accaparé en Provence des biens que possédait l'Abbaye Saint-Symphorien d'Autun.